# Ionikos FC
O Athlitikos Omilos Ionikos Nikeas, ou apenas Ionikos (em grego Αθλητικός Όμιλος Ιωνικός Νικαίας - Clube Atlético Ionikos Nikéia) é um clube de futebol da Grécia, situado na comuna grega de Niqueia, em Pireu - Atenas. O clube joga suas partidas no Estádio Neapolis, com capacidade para 5.850 pessoas. Suas cores são o azul escuro e o branco. O clube se encontra na segunda divisão do Campeonato Grego.

## História
O clube foi fundado em 1965, mas só disputou a primeira divisão na temporada de 1989-80, onde ficou em 14º colocado. Após isso o clube participou algumas vezes, mas quase sempre caindo na mesma temporada.
A equipe se firmou na elite na temporada de 1994-95 onde permaneceu por 13 consecutivas, caindo em 2006-07 ficando na lanterna.
Nesse período o time alcançou os melhores desempenhos no final do século. Sua melhor participação no Campeonato Grego foi nas temporadas de 1997-98 e na de 1998-99 ficando em 5º colocado em ambas. Ainda no final, o Ionikos chegou à final da Copa da Grécia em 1999-2000, perdendo para o AEK Atenas por 3 a 0 no Estádio Olímpico de Atenas.
Ainda em 1999-2000 o clube fez sua única participação em campeonato europeus e não foi boa, foi eliminado logo na primeira fase para o Nantes da França, ao perder em casa por 3 a 1 e fora por 1 a 0. Em 2008, um técnico desconhecido chegou ao time do Ionikos com a missão de resgatar o afundado clube: Coutinho. Já passou por Flamengo, Portuguesa e PSG. Trouxe muitas finanças com uma parceria confiável: Microsoft. Trouxe jogadores com Breno, Renato Augusto, entre outros. Depois da promoção para a 1ª divisão, o Ionikos hoje se encontra na 1ª posição do campeonato grego, depois de ganhar seu 1º título na série A, invicto por sinal, sendo considerado o maior da história do futebol grego. Hoje, o Ionikos participa da sua 1ª Champions League, tendo como principal resultado uma goleada sobre o poderoso Real Madrid por 5 x 2, em seu estádio reformado, com mais de 60.000 pessoas. Alguns consideram como a maior vitória da história do Ionikos.